# Antonius Colenbrander
Antonius Theodorus Colenbrander (Jatinegara, 3 maggio 1889 – Arnhem, 24 settembre 1929) è stato un cavaliere olandese.
Ha partecipato a due edizioni dei giochi olimpici (1924 e 1928) conquistando una medaglia.

## Palmarès
Olimpiadi
- 1 medaglia:
  - 1 oro (concorso completo a squadre a Parigi 1924)